# Zlaté Hory
Zlaté Hory (do roku 1948 Cukmantl, niem. Zuckmantel) – miasto w Czechach, w kraju ołomunieckim, w Górach Opawskich (cz. Zlatohorská vrchovina), nad rzeką Złoty Potok (lewy dopływ Prudnika).
Historycznie położone jest na Dolnym Śląsku, w jego czeskiej części (powiat Jesenik) – w przeszłości wchodziło w skład dolnośląskiego biskupiego księstwa nyskiego.
Zlaté Hory leżą przy granicy z Polską a najbliższym miastem w Polsce są leżące w odległości 2 km Głuchołazy. Do 1958 częścią gminy był również przysiółek Skřivánkov, który na skutek wymiany granic znalazł się w Polsce jako Skowronków.

## Historia

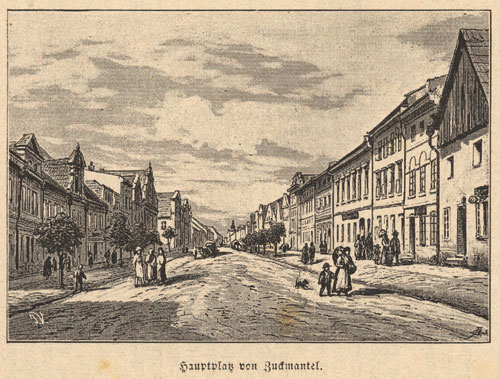
Główny plac miasta w XIX wieku

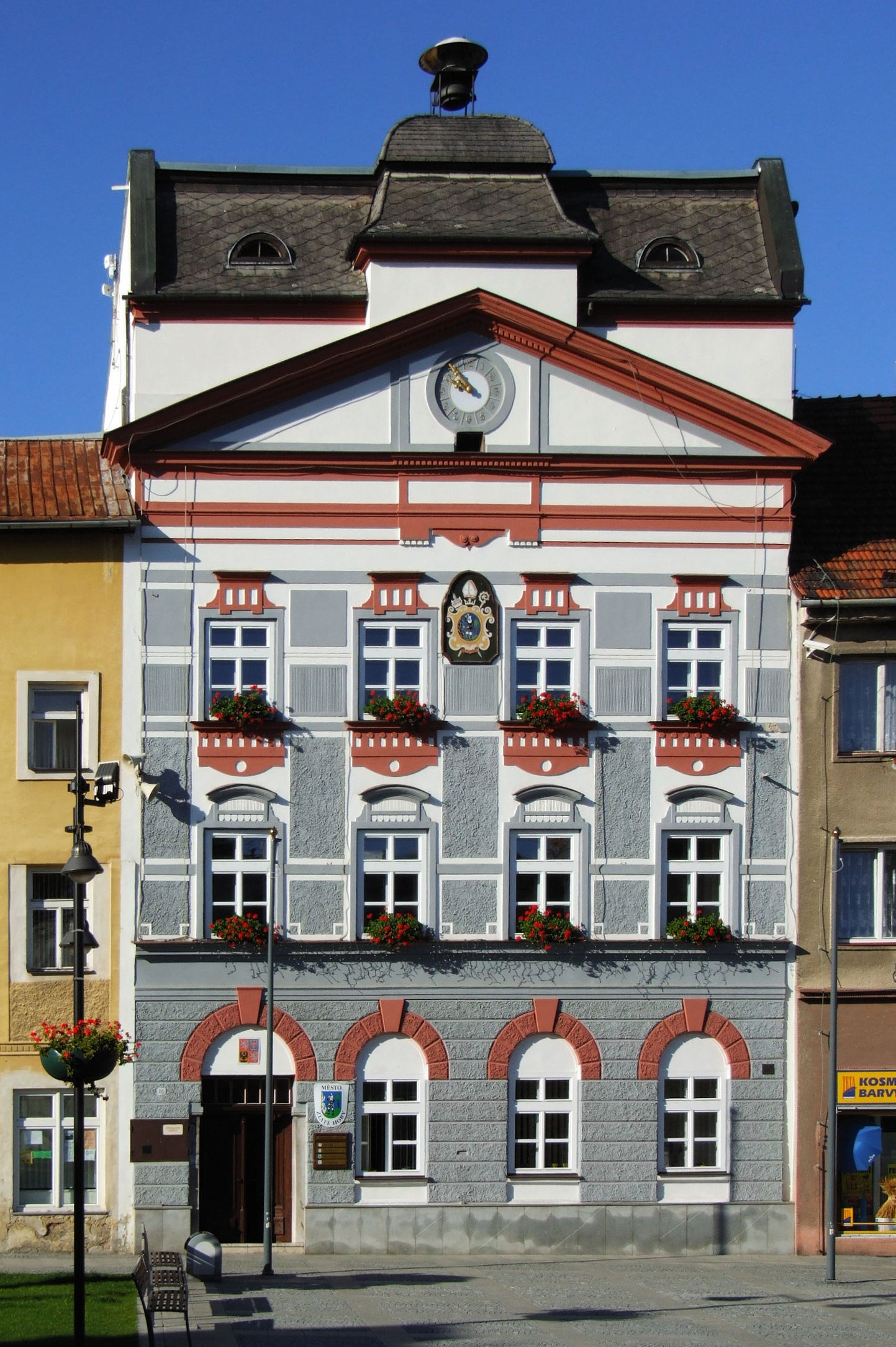
Zabytkowy ratusz

Pierwsza wzmianka o okolicy pochodzi z 1222, kiedy o miejscowe kopalnie złota spierał się książę Władysław III Henryk z biskupem wrocławskim Wawrzyńcem. Znalazły się one ostatecznie pod władzą biskupa. W 1267 po raz pierwszy pada nazwa miejscowości Cukmantl (in montibus contra Cucmantel et Vrudental), która staje się podgrodziem biskupiego zamku Edelštejn. W 1285 Edelštejn został zdobyty przez księcia Henryka IV Probusa, który po kilku latach sprzedał go Mikołajowi II Opawskiemu. Od tego momentu Cukmantl aż do 1474 był częścią ziemi opawskiej; nie oznaczało to jednak spokoju – miejscowość (w 1306 lokacja na prawie magdeburskim) kilkukrotnie zmieniała właściciela. Ostatecznie w 1474 biskupi wrocławscy kupili miasto od Jerzego z Podbiebradów za 240 grzywien i 1600 węgierskich złotych (według innych źródeł otrzymali je jako lenno, a wykupili w 1477). Cukmantl stał się częścią księstwa nyskiego; w okresie tym nastąpił dalszy rozwój związany z wydobyciem i przetwórstwem złota (np. w 1559 w ciągu tygodnia do Nysy wysyłano 168–280 gramów złota w monetach).
W 1514 w mieście ruszyła produkcja piwa, z 1586 pochodzą pierwsze wzmianki o urzędzie pocztowym. Na początku XVII wieku rozpoczyna się zamykanie mniej rentownych kopalń złota, a rusza wydobycie miedzi. W okresie wojen trzydziestoletnich miasto przeżywa kryzys (dwukrotnie wojska szwedzkie plądrują Cukmantl) – w tym czasie burmistrzem był rzeźnik Johann Zottmantel, którego nagrobek znajduje się na miejskim cmentarzu (jest to najstarszy zachowany grób w mieście). Koniec wojennej zawieruchy jest też początkiem polowań na czarownice – zarówno w Cukmantl, jak i w całym księstwie i okolicy. W Cukmantl śmierć w nich poniosło co najmniej 85 osób, a brał w nich udział także Heinrich Franz Boblig von Edelstadt, inkwizytor znany z procesów w miejscowości Velké Losiny. W 1668 biskup wrocławski przyznał miastu prawo do organizowania dwóch dorocznych wielkich targów.
Wiek XVIII to koniec górnictwa w Cukmantl – w 1730 mieszkało w nim tylko 50 górników – a jego miejsce zajęło tkactwo. W 1741, w czasie wojen śląskich, miasto ostrzelały wojska pruskie; spłonęło większość domów, w tym ratusz i szkoła. Rok później, w wyniku traktatu pokojowego dzielącego Śląsk pomiędzy Habsburgów i Hohenzollernów, Cukmantl początkowo miał znaleźć się w granicach państwa pruskiego, jednak król pruski odmówił jego przyjęcia; pozostał on w granicach Austrii, stając się miejscowością przygraniczną. Wówczas też utworzono tutaj samodzielną parafię (przedtem należał do dekanatu w Głuchołazach). Ostatnie dekady stulecia to ostateczne zakończenie wydobycia złota oraz dwie potyczki pomiędzy wojskami habsburskimi a pruskimi podczas kolejnych wojen – w 1759 i w 1779, obydwie w okolicach kaplicy św. Rocha i obydwie zakończone zwycięstwem wojsk austriackich.
W 1839 po raz pierwszy pojawiło się oświetlenie ulic. W 1859 mieszkało w Cukmantl 4101 osób (czyli niewiele mniej niż obecnie) w 529 domach, funkcjonowała m.in. poczta, trzy młyny, przytułek dla ubogich, urząd celny, apteka, kilka sklepów oraz fabryka papieru. W 1862 uruchomiono urząd telegraficzny, w 1873 szpital, w 1879 łaźnie lecznicze, przekształcone później w sanatorium, w 1891 kanalizację i wodociąg, a w 1896 połączenie kolejowe z Mikulovicami. Rok później założono park miejski (wówczas nosił imię Franciszka Józefa), a w 1898 wieżę widokową na Kopie Biskupiej, także noszącą imię cesarza.
W 1903 Cukmantl nawiedziła powódź – straty sięgnęły 27 tys. austriackich koron. W czasie I wojny światowej powołano do wojska 452 mężczyzn, z tego 118 zginęło.
Po upadku Austro-Węgier miasto włączono w granice Czechosłowacji, mimo że jeszcze w marcu 1919 mieszkańcy w demonstracjach domagali się przyłączenia do republikańskiej Austrii – podczas interwencji czechosłowackiego wojska zginęło 4 Niemców, a pewną liczbę zraniono. Przez cały okres międzywojenny zachowało swój niemiecki charakter – w 1930 3830 osób zadeklarowało się jako Niemcy, a tylko 124 jako Czechosłowacy; czeskojęzyczną szkołę otwarto dopiero w 1932. Podczas kryzysu monachijskiego Praga powołuje Niemców do armii, ale wielu z nich ucieka przez granicę do Rzeszy. Od 1938 do 8 maja 1945 miasto, jako część Kraju Sudetów, należało do Niemiec. Od lipca 1945 do października 1946 trwały wysiedlenia miejscowych Niemców do alianckich stref okupacyjnych; mimo napływu osadników z południowych Moraw, Słowaków z Orawy i Greków (członkowie partyzantki komunistycznej z tego kraju wraz z rodzinami) liczba mieszkańców zmniejszyła się o połowę. W 1948 oficjalnie nadano miastu współczesną nazwę Zlaté Hory.
Okres władzy komunistycznej to przyłączanie kolejnych osad, dotychczas samodzielnych, budowa nowych osiedli mieszkaniowych i ponowny rozwój górnictwa miedzi i złota (po 1989 po raz kolejny wydobycie zakończono). W ostatnich latach, zwłaszcza po otwarciu granic, Zlaté Hory stały się miejscowością przyciągającą turystów – głównie amatorów turystyki górskiej, rowerowej oraz związanej ze „złotą” przeszłością (organizuje się m.in. zawody płukania złota).

## Podział

### części gminy
- Dolní Údolí
- Horní Údolí
- Ondřejovice
- Rejvíz
- Rožmitál
- Salisov
- Zlaté Hory

### gminy katastralne
- Dolní Údolí (648,44 ha)
- Horní Údolí (1990,28 ha)
- Ondřejovice v Jeseníkách (1792,59 ha)
- Rejvíz (913,80 ha)
- Zlaté Hory v Jeseníkách (3294,84 ha)

## Demografia
Według danych z 1 stycznia 2015 powierzchnia miasta wynosiła 8 594 ha, a liczba jego mieszkańców 3978 osób.
| Rok             | 1970 | 1980 | 1991 | 2001 | 2003 | 2015 |
| --------------- | ---- | ---- | ---- | ---- | ---- | ---- |
| Liczba ludności | 4362 | 4556 | 4550 | 4507 | 4446 | 3978 |

Podział narodowościowy w 2001 wyglądał następująco: 3755 Czechów, 246 Słowaków, 155 Morawian, 48 Niemców, 14 Ślązaków, 10 Polaków, 4 Ukraińców i 1 osoba narodowości wietnamskiej. Większość mieszkańców (2896) określiło się jako bezwyznaniowcy, 986 jako rzymscy katolicy, 27 prawosławni, 18 ewangelicy, 12 jako członkowie kościoła husyckiego, 4 Świadkowie Jehowy. 447 osób nie podało wyznania.
Źródło: Czeski Urząd Statystyczny

## Zabytki i atrakcje turystyczne

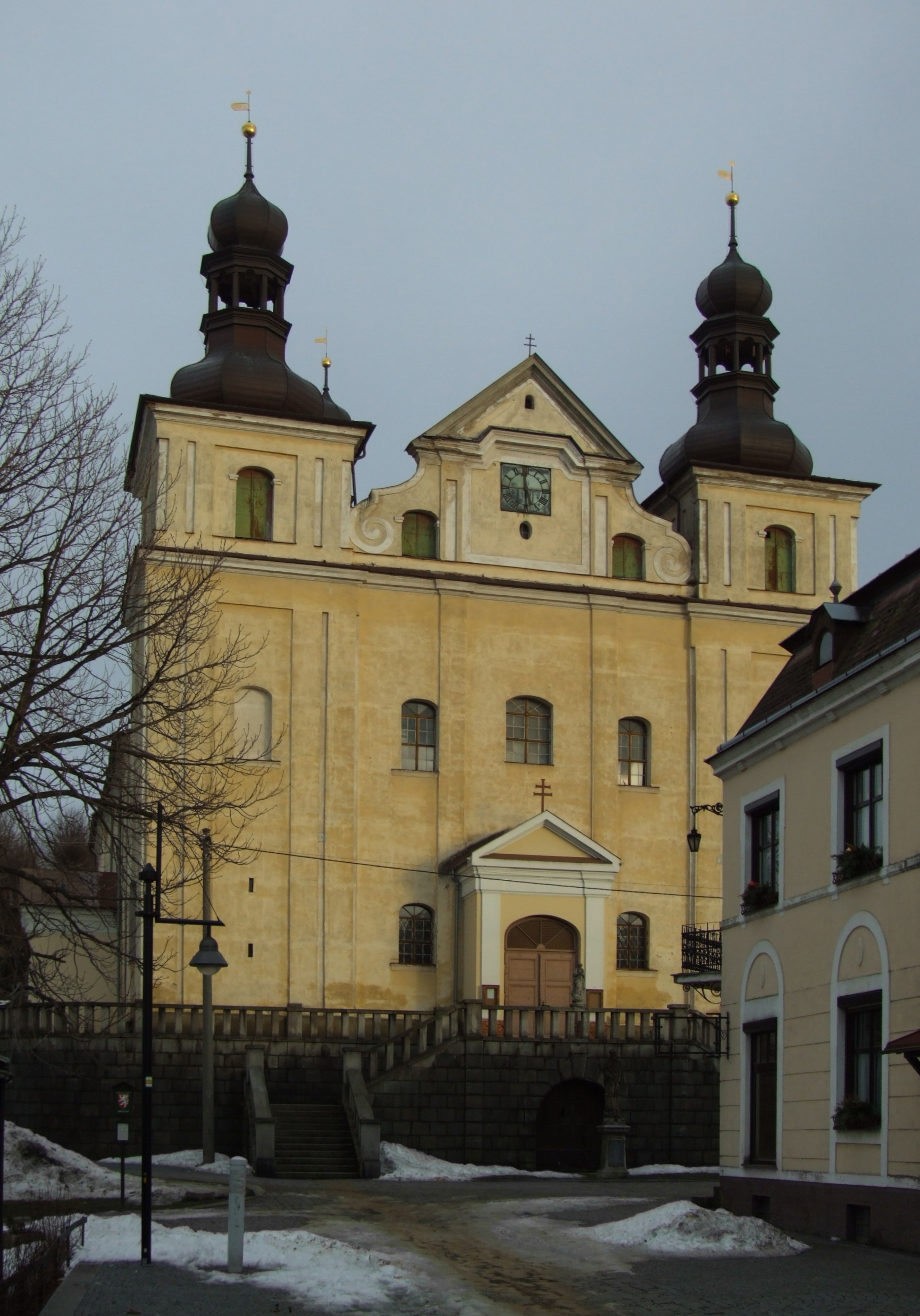
Kościół Wniebowzięcia Marii Panny

Ze względu na długie tradycje w poszukiwaniu i wytapianiu złota w pobliżu tej miejscowości znajduje się skansen górniczy pokazujący poszukiwanie i wytwarzanie złota. Dla amatorów turystyki aktywnej czekają liczne szlaki turystyczne, rowerowe oraz narciarskie.
Inne:
- zabytkowe centrum miasta
- ruiny zamków Edelštejn, Leuchtenštejn i Koberštejn,
- kaplica św. Rocha, górująca nad miastem, powstała w XVII wieku. W XVIII wieku w jej pobliżu stoczono dwie krwawe potyczki austriacko-pruskie, a nazwę góry zmieniono na Krwawa góra,
- kościół pielgrzymkowy Maria-Hilf,
- kościół parafialny Wniebowzięcia Marii Panny, w dzisiejszym kształcie od XVIII wieku,
- kościół św. Krzyża, przy dawnym szpitalu, z II połowy XVIII wieku,
- wieża widokowa na Biskupiej Kopie z 1898 roku,
- zabytkowa górnicza osada Rejvíz, wchodząca w skład gminy miejskiej Zlaté Hory.

## Osoby urodzone w Zlatych Horach
- Joseph Templer (?–1860), malarz, ojciec Rudolpha Templera i Franza Templera[4]
- Wilhelm Arbter (1831–1898), redaktor i publicysta[5]
- Rudolph Templer (1837–1905), malarz, syn Josepha Templera, brat Franza Templera[6]
- Franz Templer (1854–1930), malarz, syn Josepha Templera, brat Rudolpha Templera[7]
- Viktor Emanuel Heeger (1858–1935), pisarz, poeta i publicysta[8]
- Julius Karl Hoffmann (1859–1917), historyk i organizator życia kulturalnego[9]
- Kurt Knispel (1921–1945), niemiecki pancerniak

## Dawne przejścia graniczne
- Przejście graniczne Zlaté Hory-Konradów
- Przejście graniczne Zlaté Hory (Biskupská kupa, vrchol) – Jarnołtówek
- Przejście graniczne Zlaté Hory (Biskupská Kupa) – Jarnołtówek (Biskupia Kopa)